# Індраджіт
Індраджіт (санскр. इन्द्रजीत, indrajīt IAST) абоМегханада (санскр. मेघनाद) — персонаж давньоіндійського епосу «Рамаяни», син демонічного правителя Ланки Равани. У буквальному перекладі Індраджіт означає «переміг Індру».
Індраджіт відіграв активну роль у війні між Рамою та Раваной. Перед кожною битвою він здійснював ягій, яка робила його непереможним. Двічі він перемагав у поєдинку з Лакшманой, але в третій раз Лакшмана, за сприяння Вібхішани, перервав ягій Індраджіта та вбив його.